# Alto Sermenza
Alto Sermenza est une commune de la province de Verceil dans le Piémont en Italie, issue de l'union des communes de Rimasco et Rima San Giuseppe.

## Histoire
À partir du 1er janvier 2018, les communes de Rimasco et Rima San Giuseppe ont été supprimées à la suite du référendum du 11 juin 2017, qui créait la commune de Alto Sermenza.